# Liste des cavités naturelles les plus longues d'Italie
La liste des cavités naturelles les plus longues d'Italie recense, sous forme de tableaux, les cavités souterraines naturelles connues dans ce pays, dont le développement est supérieur ou égal à quinze kilomètres.
La communauté spéléologique considère qu'une cavité souterraine naturelle n'existe vraiment qu'à partir du moment où elle est « inventée » c'est-à-dire découverte (ou redécouverte), inventoriée, topographiée et publiée. Bien sûr, la réalité physique d'une cavité naturelle est la plupart du temps bien antérieure à sa découverte par l'homme ; cependant tant qu'elle n'est pas explorée, mesurée et révélée, la cavité naturelle n'appartient pas au domaine de la connaissance partagée.
La liste spéléométrique des 19 plus longues cavités naturelles d'Italie (≥ quinze kilomètres) est actualisée à fin décembre 2024.
La plus longue cavité souterraine naturelle d'Italie répertoriée est « le Complesso del Monte Canin », sur la commune de Chiusaforte dans la province d'Udine, en Frioul-Vénétie Julienne (cf. ligne 1 du tableau ci-dessous).

## Cavités italiennes de développement supérieur ou égal à50 kilomètres
5 cavités sont recensées dans cette classe I au 31-12-2024.
| Réf. | Cavité ou réseau souterrain | Localisation administrative                              | Massif / Zone                                 | Coord. (WGS 84)              | Dével. (mètres) | Déniv. (mètres) | Sources ou références                                                                                     | Mises à jour |
| ---- | --- | -------------------------------------------------------- | --------------------------------------------- | ---------------------------- | --------------- | --------------- | --- | ------------ |
| 1    | Complesso del Monte Canin | Frioul-Vénétie Julienne / Province d'Udine / Chiusaforte | Alpes juliennes / Mont Canin                  | 46° 22′ 45″ N, 13° 26′ 55″ E | +83 800, m      | +1 118, m       | Boegan, Long caves of the world & Catasto regionale & Speleologia n°68, SKTJ, scintilena.com & Scintilena | 2019-08      |
| 2    | Buca del Selcifero - Abisso Chimera & Complesso della Carcaraia (Abisso Saragato - Bucca dell'Aria Ghiaccia - Abisso Mani Pulite) | Toscane / Province de Lucques / Minucciano               | Apennins / Alpes apuanes / Monte Tambura (it) | 44° 06′ 55″ N, 10° 13′ 47″ E | +75 000, m      | +1 172, m       | Speleologia n°44, Speleologia n°68, Openspeleo, Speleotoscana & Scintilena                                | 2024-11      |
| 3    | Complesso del Monte Corchia (it) (Fighierà, Farolfi, Buca d'Eolo)                                                                 | Toscane / Province de Lucques / Stazzema                 | Apennins / Alpes apuanes                      | 44° 01′ 44″ N, 10° 17′ 46″ E | +74 000, m      | +1 185, m       | Società speleologica Italiana, Speleo Club Firenze, Openspeleo, Speleologia n°68 & Speleotoscana          | 2022-09      |
| 4    | Complesso Carsico di Codula Ilune. (Su Spiria - Su Palu)                                                                          | Sardaigne / Province de Nuoro / Nuoro                    | Sardaigne                                     | 40° 14′ 57″ N, 9° 37′ 24″ E  | +70 000, m      | +0361, m        | Federazione Speleologica Sarda, Speleologia n°68, Speleologia n°35 & Speleologia n°62                     | 2018-06      |
| 5    | Complesso della Valle del Nosè (Fornitori - Stoppani - Tacchi - Zelbio)                                                           | Lombardie / Province de Côme / Nesso                     | Pian del Tivano (it)                          | 45° 53′ 24″ N, 9° 12′ 55″ E  | +68 288, m      | +0549, m        | Andrea Maconi, Societa speleologica Italiana, Speleologia in rete, Speleologia no 55 & Il Grottesco n°55  | 2019-11      |

## Cavités italiennes de développement supérieur ou égal à15 kilomètreset inférieur à50 kilomètres
14 cavités sont recensées dans cette classe II au 31-12-2024.
| Réf. | Cavité ou réseau souterrain | Localisation administrative                                         | Massif / Zone                                                           | Coord. (WGS 84)                    | Dével. (mètres) | Déniv. (mètres) | Sources ou références                                                                                          | Mises à jour |
| ---- | --- | ------------------------------------------------------------------- | ----------------------------------------------------------------------- | ---------------------------------- | --------------- | --------------- | --- | ------------ |
| 6    | Complesso di Piaggia Bella | Piémont / Province de Coni / Briga Alta                             | Alpes ligures / Marguareis                                              | 44° 10′ 01″ N, 7° 42′ 22″ E        | +43 000, m      | +0925, m        | Openspeleo, Società Speleologica Italiana, Speleologia n°55 & Catasto speleologico piemonte                    | 2021-01      |
| 7    | Sistema Buso della Rana / Pisarela (it) | Vénétie / Province de Vicence / Monte di Malo                       | Préalpes vénètes / Faedo-Casaron                                        | 45° 39′ 02″ N, 11° 21′ 41″ E       | +40 000, m      | +0274, m        | Busodellarana                                                                                                  | 2017-06      |
| 8    | Grotta della Bigonda (it) | Trentin-Haut-Adige / Province de Trente / Ospedaletto et Grigno     | Alpes de Fiemme / Préalpes vicentines / Dolomites / Valsugana           | 46° 01′ 05″ N, 11° 34′ 52″ E       | +36 200, m      | +0458, m        | Speleologia n°68 & Protezione civile                                                                           | 1996-00      |
| 9    | Abisso Bueno Fonteno | Lombardie / Province de Bergame / Fonteno                           | Sebino Occidentale                                                      | 45° 45′ 09″ N, 9° 59′ 34″ E        | +35 000, m      | +0672, m        | Speleologia n°75, Prolocolacollina, Bergamopost , Progetto Sebino & Lombardia Ipogea                           | 2024-12      |
| 10   | Complesso dei Piani Eterni | Vénétie / Province de Belluno / Cesiomaggiore                       | Alpes / Dolomites / Erera-Brendol - Piani Eterni                        | 46° 09′ 17,39″ N, 12° 00′ 07,41″ E | +34 000, m      | +1 052, m       | Dolomiti Bellunesi, Speleologia n°53 & Speleologia n°68                                                        | 2016-10      |
| 11   | Complesso Fiume-Vento | Marches / Province d'Ancône / Genga                                 | Gorge de la Rossa et de Frasassi                                        | 43° 24′ 01″ N, 12° 57′ 40″ E       | +30 000, m      | +0245, m        | Speleologia n°68, Mauro Coltorti & Frasassigsm                                                                 | 1996-00      |
| 12   | Grotta di Monte Cucco (it) | Ombrie / Province de Pérouse / Costacciaro                          | Apennins / Mont Cucco                                                   | 43° 22′ 18″ N, 12° 44′ 54″ E       | +28 000, m      | +0917, m        | Speleo.it & Scintilena & Speleo.it                                                                             | 2018-06      |
| 13   | Complesso del Releccio Alfredo Bini (it) Complesso dell'Alto Releccio ou Complesso del Grignone Alfredo Bini (Tre Ingresso, W le Donne,..) | Lombardie / Province de Lecco / Esino Lario et Mandello del Lario ? | Alpes bergamasques / Chaîne des Grigne / Mont Grigna / Moncodeno (it) ? | 45° 57′ 27″ N, 9° 22′ 53″ E        | +25 580, m      | +1 313, m       | Scintilena, Inaltoup & Speleologia n°62                                                                        | 2017-09      |
| 14   | Complesso Mutera - Fantozzi | Piémont / Province de Coni / Ormea                                  | Val Corsaglia (it)                                                      | 44° 12′ 00″ N, 7° 50′ 07″ E        | +22 279, m      | +0636, m        | Speleologia n°68, Catasto - Elenco delle « più », Openspeleo, Speleologia n°62 & Catasto speleologico piemonte | 2020-12      |
| 15   | Omber en Banda al Bus del Zel | Lombardie / Province de Brescia / Serle                             | Cariadeghe (it)                                                         | 45° 35′ 18″ N, 10° 21′ 17″ E       | +20 000, m      | +0425, m        | Speleologia n°68, Serle.info & GGB                                                                             | 2011-11      |
| 16   | Grotta di Labassa (Gola della Chiusetta, Ombelico del Margua)                                                                              | Piémont / Province de Coni / Briga Alta / Carnino                   | Alpes ligures / Marguareis                                              | 44° 09′ 01″ N, 7° 42′ 08″ E        | +20 000, m      | +0650, m        | Progetto Marguareis, Openspeleo, Speleologia n°21, Speleologia n°43 & Catasto speleologico piemonte            | 2020-06      |
| 17   | Complesso Ispinigoli - S.Giovanni Su Anzu - Nurachi (it)                                                                                   | Sardaigne / Province de Nuoro / Dorgali                             | Sardaigne                                                               | 40° 19′ 04″ N, 9° 36′ 24″ E        | +17 000, m      | +0129, m        | Speleologia n°68 & Carlo Balbiano                                                                              | 2016-06      |
| 18   | Complesso Cappa - 18 - Denver - Straldi | Piémont / Province de Coni / Briga Alta                             | Alpes ligures / Marguareis                                              | 44° 10′ 50″ N, 7° 39′ 01″ E        | +16 000, m      | +0788, m        | Speleologia n°68 & Scintilena & Catasto speleologico piemonte                                                  | 2020-12      |
| 19   | Grotta di Su Bentu - Sa Oche (it) | Sardaigne / Province de Nuoro / Oliena                              | Sardaigne                                                               | 40° 15′ 25″ N, 9° 29′ 08″ E        | +15 740, m      | +0204, m        | Speleologia n°68, Boegan, Francesco Murgia & Sardegna Turismo                                                  | 2016-06      |